# Winnie (film)
Pour les articles homonymes, voir Winnie.
Pour plus de détails, voir Fiche technique et Distribution.
Winnie est un film sud-africain réalisé par Darrell Roodt, sorti en 2011.

## Synopsis
La vie de Winnie Mandela.

## Fiche technique
- Titre : Winnie
- Autre titre : Winnie Mandela
- Réalisation : Darrell Roodt
- Scénario : André Pieterse, Darrell Roodt et Paul Ian Johnson d'après le livre Winnie Mandela: A Life d'Anne Marie du Preez Bezdrob
- Musique : Laurent Eyquem
- Photographie : Mario Janelle
- Montage : Sylvain Lebel
- Production : Michael Mosca
- Société de production : Ironwood Films, Equinoxe Films, TDJ Enterprises et The Movie Network
- Pays :  Afrique du Sud et  Canada
- Genre : Biopic, drame et historique
- Durée : 104 minutes
- Dates de sortie : 
  -  Canada : 16 septembre 2011 (festival international du film de Toronto), 5 octobre 2012

## Distribution
- Jennifer Hudson (VQ : Valérie Gagné) : Winnie Mandela
- Terrence Howard (VQ : Manuel Tadros) : Nelson Mandela
- Elias Koteas (VQ : Daniel Picard) : le major Roland de Vries
- Wendy Crewson (VQ : Élise Bertrand) : Mary Botha
- Aubrey Poo : Peter Magubane
- Unathi Kapela : Winnie enfant
- Fezeka Ndlazilwana : Nancy enfant
- Talitha Ndima : Nancy adulte
- Professor Mavuso : Columbus Madikizela
- Nomsa Xaba : Makhulu
- Bongi Mdongwe : Gertrude
- Jonathan Rands : le juge Quartus de Wet
- Angelique Pretorius (VQ : Mélanie Laberge) : Marcia
- Terri Ann Eckstein : Pam
- Letisha Singh : Harriet
- Hlomla Dandala : Oliver Tambo
- Jonathan Taylor : le professeur Phillips
- Leleti Khumalo : Adélaïde Tambo
- Clive Scott : le juge Frans Lourens Herman Rumpff
- Justin Strydom : le chef de la police
- John Whiteley : Cecil Williams
- Nhlanhilo Milo : Zenani Mandela
- Zinhle Mabena : Zindzi Mandela
- Neo Mondewo : Zindzi enfant
- Pumla Ndlazi : Nelli Matabogi
- Ashley Taylor : le major Prinsloo
- Antoinette Louw : Mme. Hatingh
- Damon Berry : le révérend Paul Verryn
- Fezile Mpela : Cyril Ramaphosa
- Deon Lotz : Frederik Willem de Klerk
- David Butler : le juge Donovan
- Zibuse Zihle : Walter Sisulu
- Mutodi Neshehe : Jerry

## Accueil
Le film a reçu un accueil défavorable de la critique. Il obtient un score moyen de 37 % sur Metacritic.